# Пам'ять (роман Буджолд)
«Пам'ять» (Memory) — це науково-фантастичний роман Лоїс Макмастер Буджолд, вперше опублікований в жовтні 1996 року.  Він є частиною Саги про Форкосіганів, одинадцятим повнометражним романом серії за датою публікації.

## Короткий сюжет
Під час керування Дендарійськими найманцями в операції по звільненню заручників, Майлз переживає припадок (повторюваний наслідок його смерті і реанімації в «Танку віддзеркалень»), в результаті чого випадково стріляє у врятованого заручника і відриває йому ноги. У жаху від можливих наслідків, якщо його шеф, Саймон Ілліан, голова Імперської служби безпеки (ImpSec), дізнається, Майлз фальсифікує свою доповідь про місію. Однак Ілліан все дізнається від шпигунів, яких він має серед Дендарійців, і Майлза змушують прийняти звільнення за медичними обставинами з ImpSec.
Між тим Імператор Грегор, який багато років відмовлявся одружуватися будь-якій з високих, струнких, підходящих барраярських дамах, яких йому представляла Еліс Форпатріл, несподівано закохується в невисоку фігуристу дівчину з Комарр, Лаїсу Тоскана, багату спадкоємицю і члена комаррської економічної делегації.
Коли Ілліан раптово отримує сильне психічне порушення, Майлз підозрює, що хвороба не є природною. Його спроби розслідувати блокуються в.о.начальника ImpSec, і він просить Грегора призначити Імперського Аудитора (високорівневого розслідувача з практично необмеженими повноваженнями, підзвітного тільки Імператору). Грегор несподівано робить самого Майлза тимчасовим Аудитором.
Коли Майлз успішно і швидко розгадує підступний злочин, частиною якого стало зараження Ілліана, його призначення Аудитором стає постійним.

## Номінації
Роман «Пам'ять» був номінований на премії Г'юго, Неб'юла та Локус за найкращий роман 1997 року.